# BAE Systems Taranis
Le projet « Taranis » mis au point par BAE Systems est un démonstrateur de drone de combat (ou UCAV, Unmanned Combat Aerial Vehicle) britannique.
Son nom fait référence au dieu du tonnerre Taranis de la mythologie celtique. 
Le premier vol a lieu le 10 août 2013. Le coût de développement du prototype est estimé à 143 millions de livres. Il sera capable de choisir et frapper automatiquement ; bien que pour le moment le Taranis soit dépourvu d'armement ou de soutes dédiées aux missiles contrairement au Dassault Neuron.